# ألفونسو دي كاسترو
ألفونسو دي كاسترو (بالإسبانية: Alfonso de Castro) هو أستاذ جامعي إسباني، ولد في 30 نوفمبر 1494 في سمورة في إسبانيا، وتوفي في 3 فبراير 1558 في بروكسل في بلجيكا.